# Gnadochaeta harpi
Gnadochaeta harpi är en tvåvingeart som först beskrevs av Henry J. Reinhard 1974.  Gnadochaeta harpi ingår i släktet Gnadochaeta och familjen parasitflugor.
Artens utbredningsområde är Texas. Inga underarter finns listade i Catalogue of Life.